# Pierre Duèze
Pour les articles homonymes, voir Duèze.
Pour les autres membres de la famille, voir Famille Duèze.
Pour les autres membres de la famille, voir Famille de Trians.
Pierre Duèze, seigneur de Montbrun et vicomte de Carmain, probablement né à Cahors après 1244, et mort le 26 novembre 1326 à Avignon, est l'un des frères du Pape Jean XXII. Il épouse Marie de Grandis (Grand) mère de son fils Arnaud II Duèze, vicomte de Caraman.

## Carrière
En 1317, Pierre Duèze a acheté, de Bernard de Lautrec, la vicomté de Carmain (Caraman, Haute-Garonne) et la baronnie de Saint-Félix-de-Carmain (aujourd'hui Saint-Félix-Lauragais) confirmé par lettres patentes du roi Charles IV en octobre 1324.  
En février 1318, à Saint-Germain-en-Laye, le roi Philippe V le Long promet, dans un acte où ils sont qualifiés du titre de « chevalier », à Pierre Duèze, à Pierre de Via et à Arnaud de Trian, de transférer en Languedoc les rentes qu'il leur a assignées en Aunis.
En mars 1320, à Paris, le même roi lui accorde, 1600 livres tournois de rente à prendre, avec les droits de haute et de basse justice, sur les châteaux de Saint Félix et de Montégut, ainsi que sur le village de Roumens.
Lors de son décès, en 1326, les apothicaires de la cour papale, Pierre Agarni et Hugolin Tinhacy préparent sa dépouille mortelle.
Son fils aîné, Arnaud Duèze, ou de Vèze, fut créé comte romain par son oncle Jean XXII par bref en 1328.

## Dans les arts

### Le Palais Duèze
Il s'était fait construire vers 1300 un palais en haut de la ville de Cahors, dont il subsiste aujourd'hui une tour et quelques pans de murs.